# Megaselia halterata
Megaselia halterata is een vliegensoort uit de familie van de bochelvliegen (Phoridae). De wetenschappelijke naam van de soort is voor het eerst geldig gepubliceerd in 1910 door Wood.
Megaselia halterata is een berucht plaaginsect voor de teelt van champignons (Agaricus bisporus). De larven voeden zich met het mycelium, maar de volwassen dieren kunnen ook de schimmel Verticillium fungicola overdragen, een pathogene schimmel voor verschillende soorten eetbare paddenstoelen.